# Печать Мичигана
Большая печать штата Мичиган — один из государственных символов американского штата Мичиган, США. Утверждена в 1835 году. Впоследствии печать несколько раз претерпела незначительные изменения и приняла окончательный вид в 1911 году.

## Описание печати и герба
Публичный акт № 19 от 1963 года гласит: «На большой печати изображён герб штата, вокруг которого расположена надпись "Большая печать штата Мичиган, A. D. MDCCCXXXV"».
Герб принят одновременно с печатью, однако законодательство различает герб и печать. В центре герба штата расположен светло-синий щит, на котором изображено восходящее из-за озера солнце и человек, стоящий на полуострове. У человека поднята правая рука, что символизирует мирные намерения, но в левой руке он держит ружьё, что символизирует готовность себя защитить. Щитодержатели, взятые из герба Компании Гудзонова залива, — лось и вапити — символизируют животный мир Мичигана, а белоголовый орлан — Соединённые Штаты.
Три латинских девиза, изображённых на гербе, означают:
- На красной ленте: E Pluribus Unum — «Из многих — единое»;
- На светло-синем щите: Tuebor — «Я защищу (свои права)»;
- На белой ленте: Si Quaeris Peninsulam Amoenam Circumspice — «Если ищешь приятный глазу полуостров, посмотри вокруг себя» (официальный девиз штата).

Печать и герб спроектированы Льюисом Кассом, губернатором территории Мичиган с 1813 по 1831 год.

## Правительственные печати Мичигана

Печать губернатора Мичигана
Печать государственного секретаря Мичигана
Печать генерального прокурора Мичигана
Печать казначейства Мичигана